# Dia-film Praha

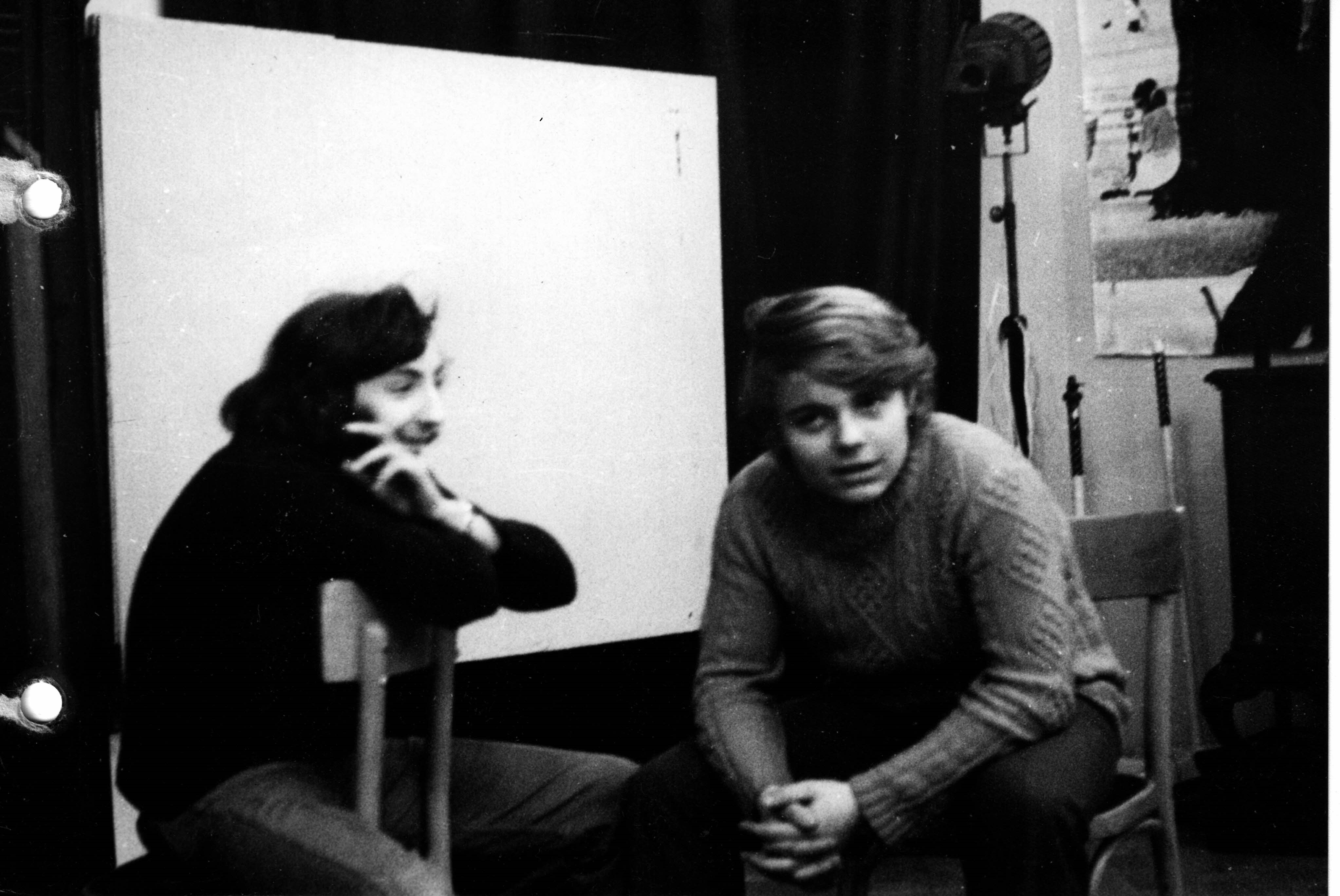
Snímek z ateliéru, kde probíhaly kursy fotografie

DIA-FILM PRAHA byl tvůrčí organizací mladých filmařů, fotografů, divadelníků a oděvních návrhářů, která vznikla spontánně během Pražského jara 1968.[zdroj?] Vytvářel možnosti komunikace a spolupráce mezi tvůrci, organizoval vzdělávací programy, pro tvorbu zajišťoval prostorové a technické zabezpečení a také možnosti její prezentace, snažil se také o veřejnou osvětu v médiích. Na vzdělávacích programech DIA-FILM spolupracoval s pražskou střední průmyslovou školou grafickou a střední filmovou školou v Čimelicích, jako učebnice využíval skripta FAMU.
Specifickým rysem aktivit byla sociálně kritická angažovanost části dokumentární tvorby, podnícená zejména politickým vývojem v Československu po začátku sovětské okupace. Členská základna se pohybovala v řádu několika desítek tvůrců, členy a spolupracovníky DIA-FILMu byli také mnozí studenti zejména pražských uměleckých škol.

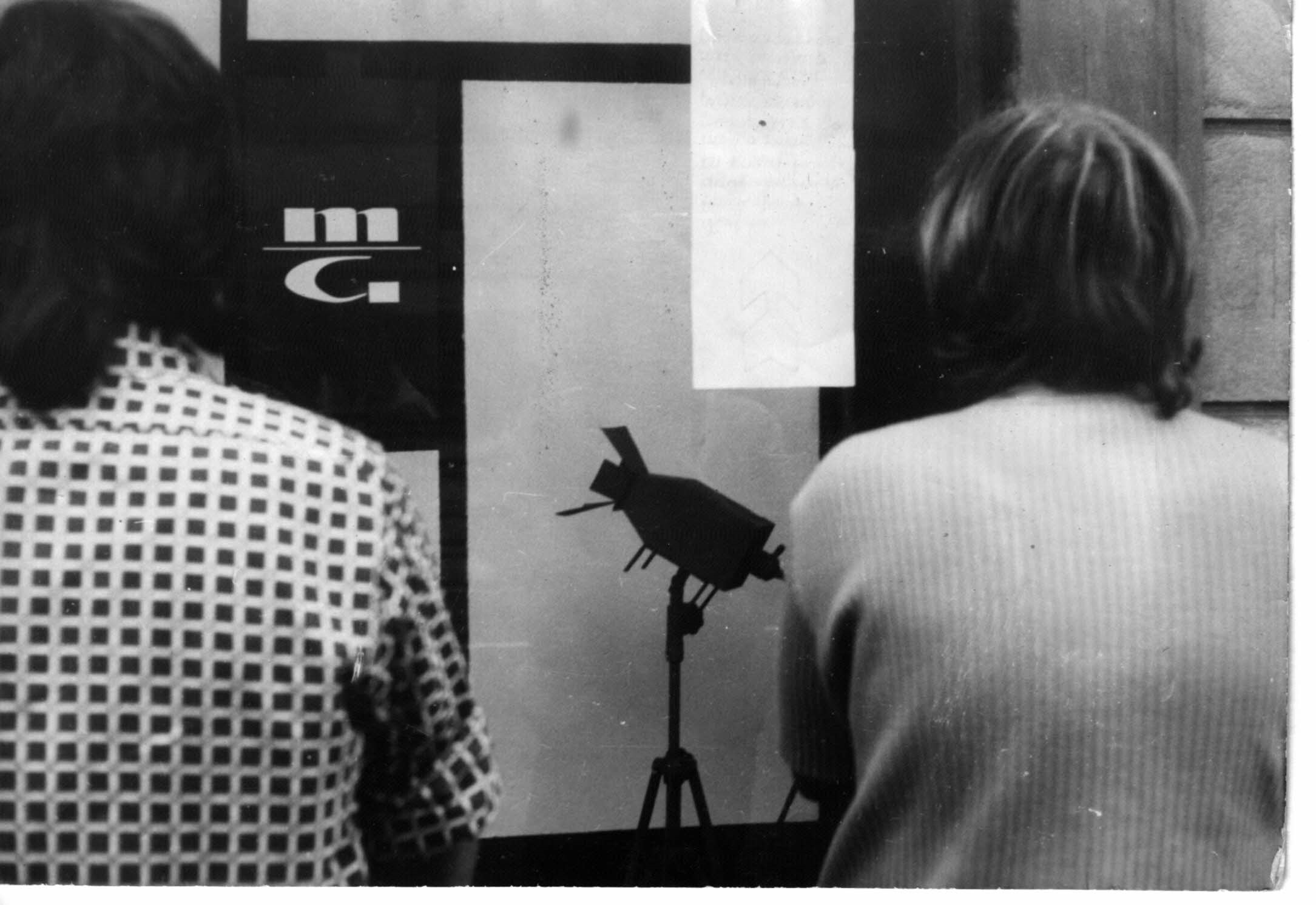
Minigalerie fotografické tvůrčí skupiny Debut na Národní třídě v Praze

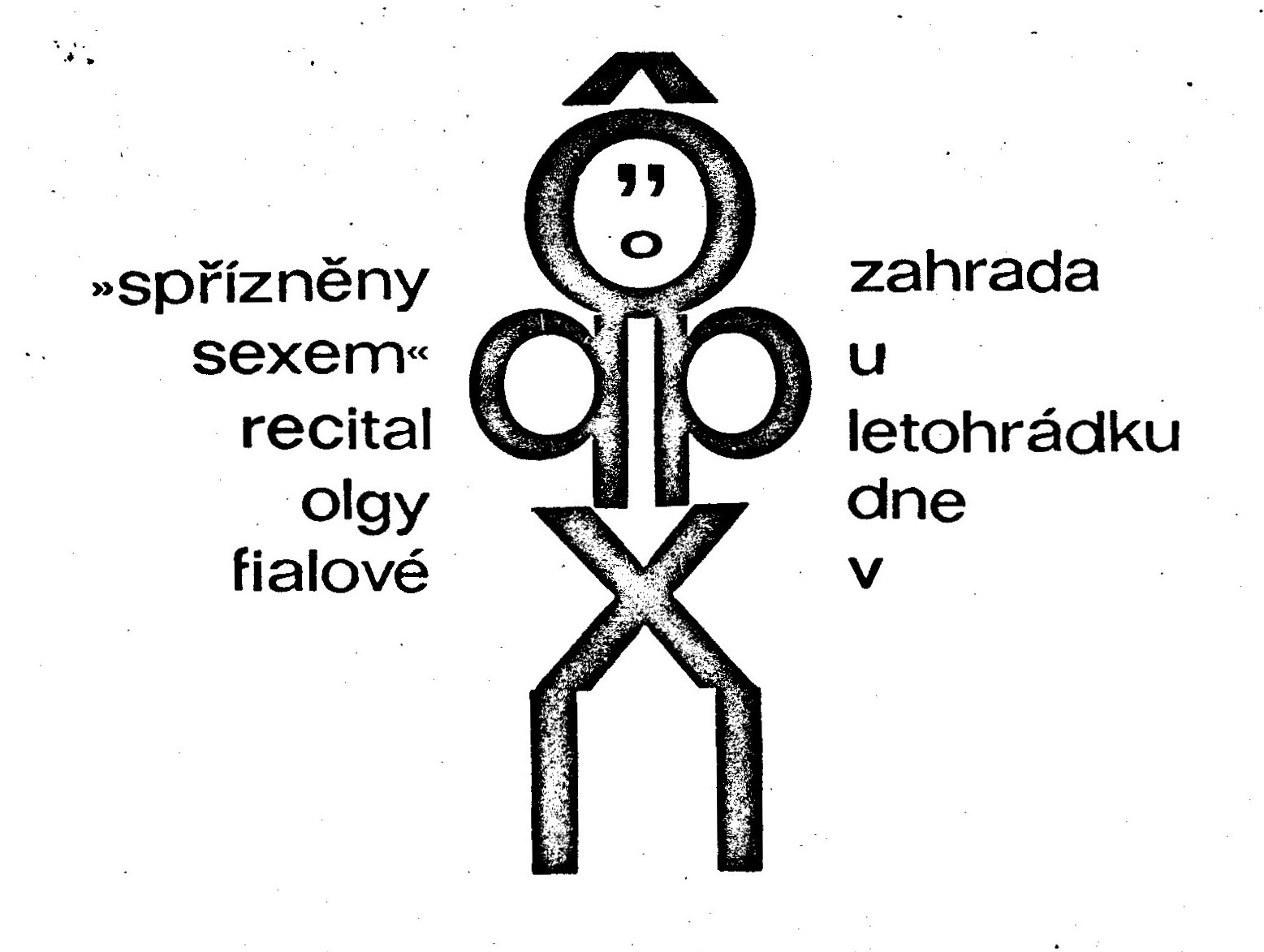
Poštovní pozvánka na divadlo Libora Ládka, režiséra divadelní sekce

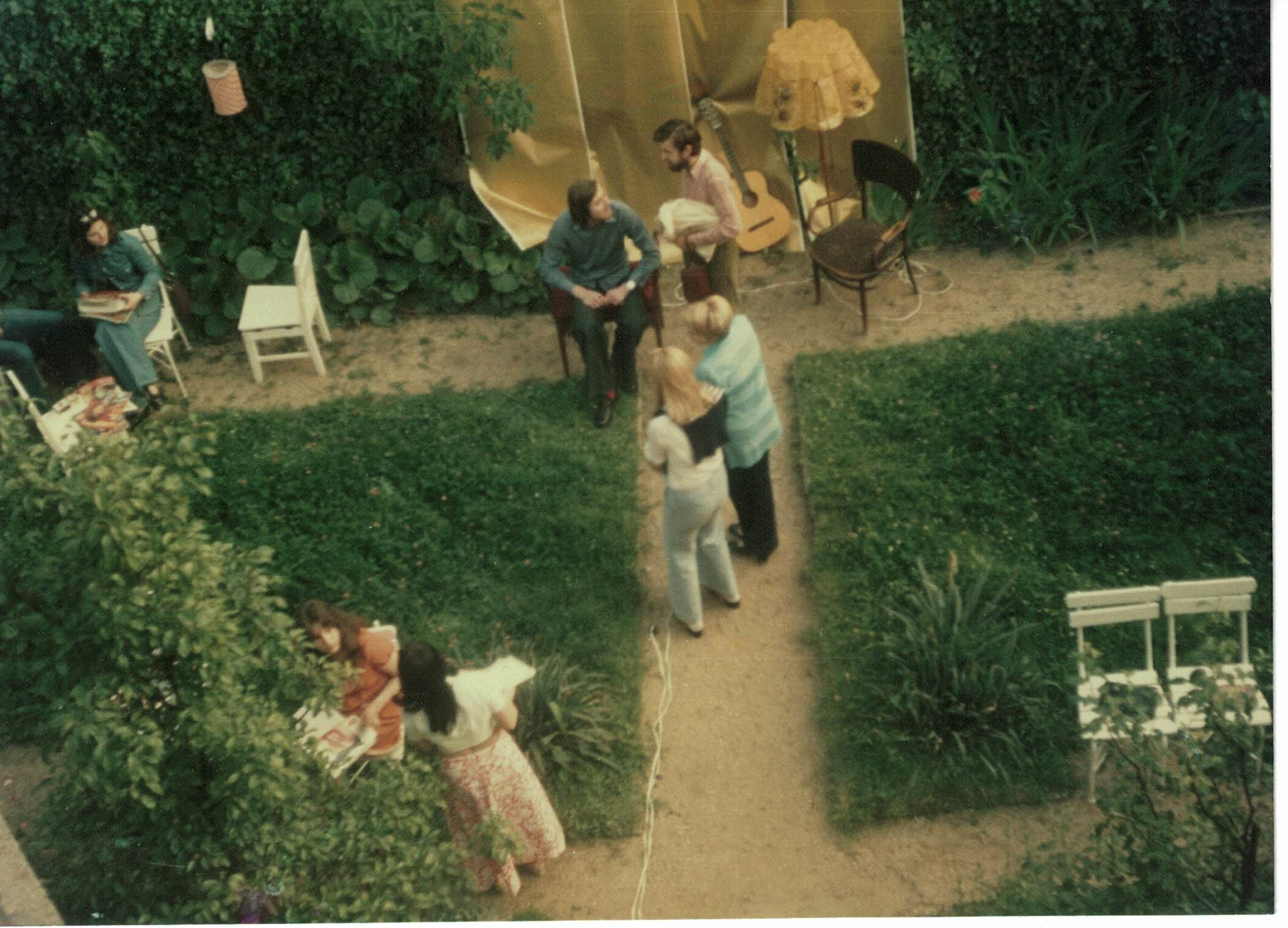
Zahrada U letohrádku, místo letních divadelních akcí Dia Filmu Praha. Nahoře zleva jazzová zpěvačka Eva Svobodová, Tomáš Fassati a Libor Ládek, režisér divadelní sekce

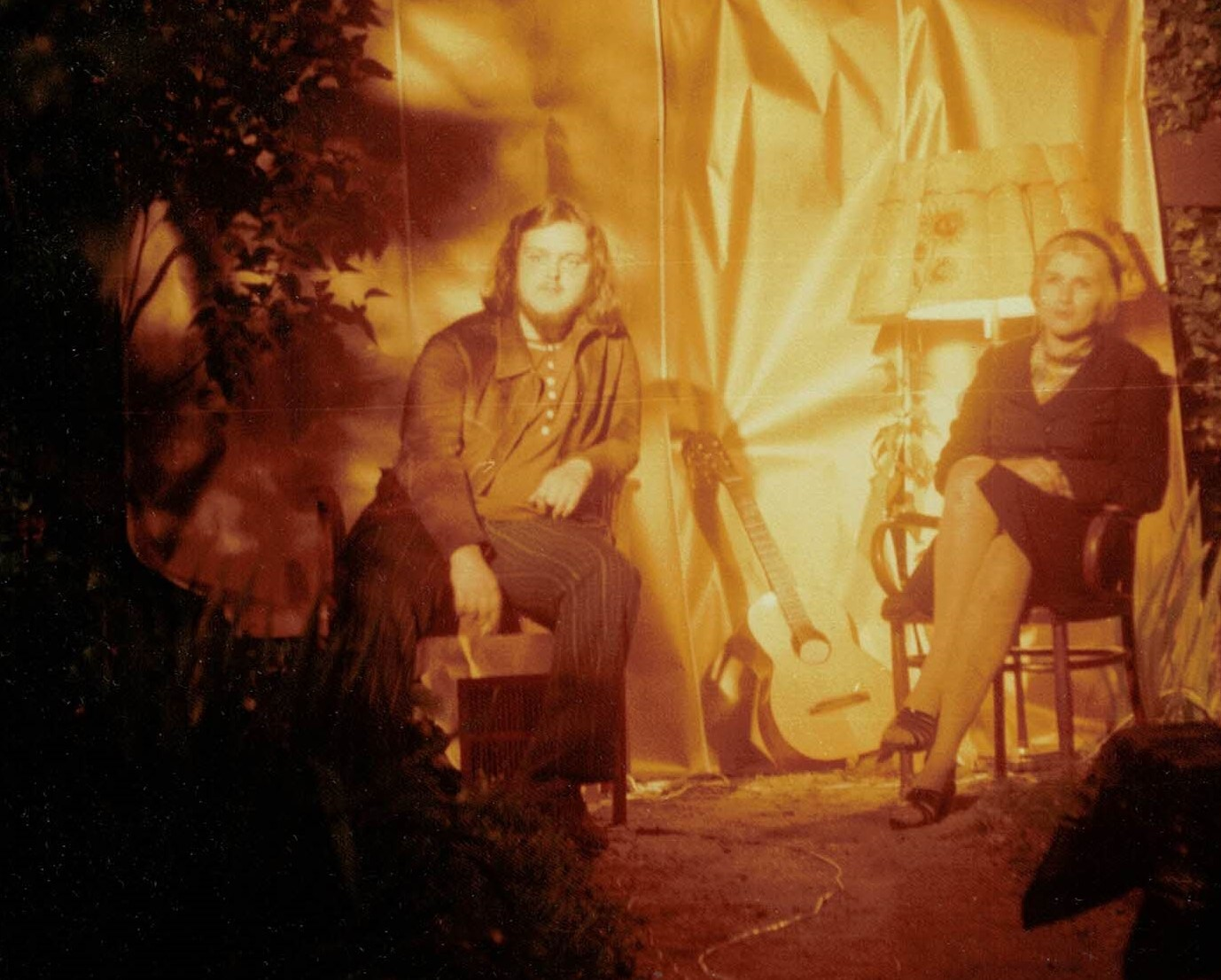
Z divadelního představení Hudba od Mississippi

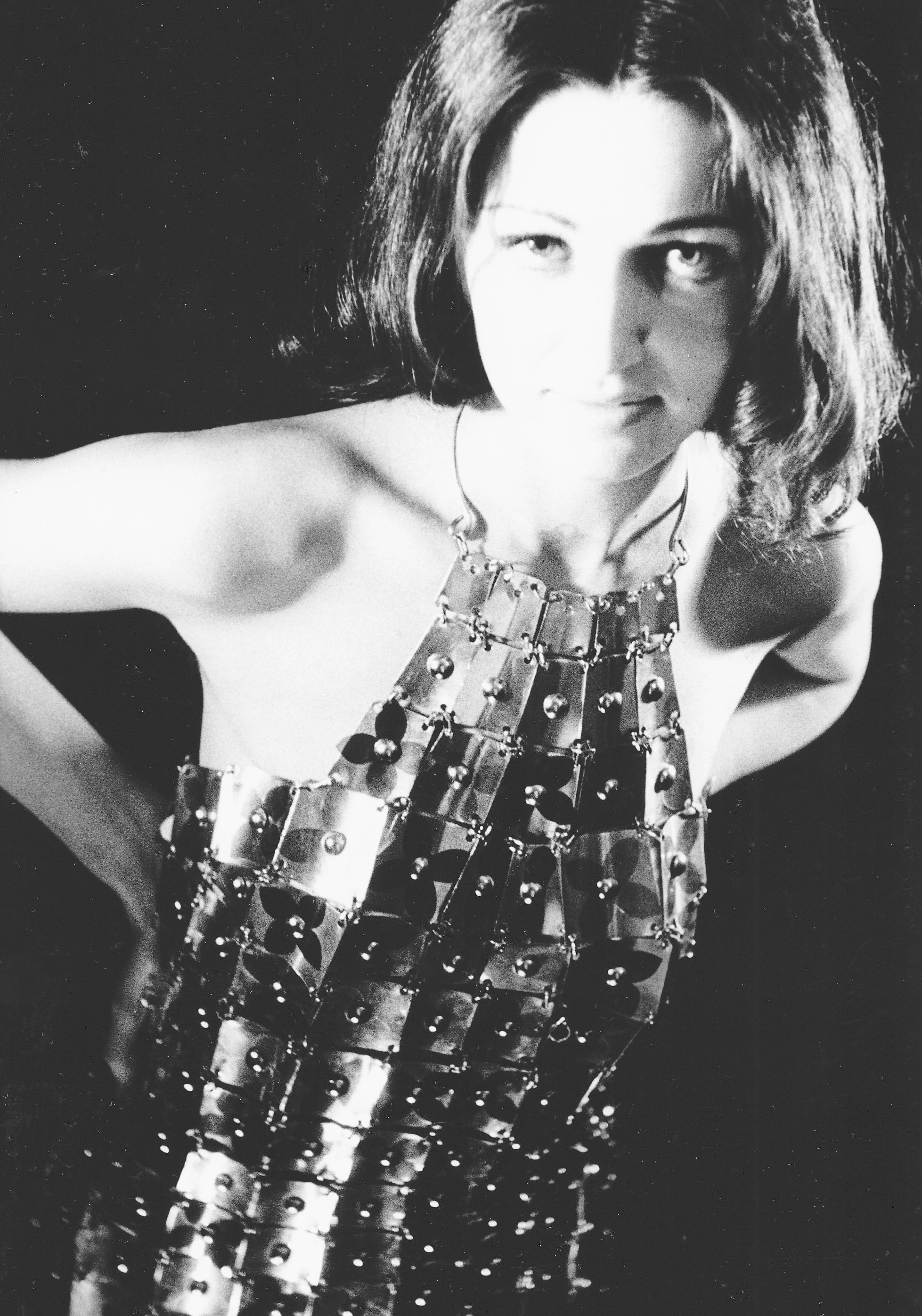
Z módní přehlídky tvorby Jana Šlegera v pražském Dynacordclubu v roce 1971

## Historie
DIA-FILM PRAHA založil Tomáš Fassati s přáteli na jaře roku 1968, když začali fotograficky dokumentovat veřejný a kulturní život směřující k větší svobodě společnosti. Doba umožňovala, aby organizace zpočátku fungovala neformálně bez úředního vymezení. Na podzim 1968 se však DIA-FILM zaregistroval pod Svazem klubů mládeže, který mu umožnil právní subjektivitu. Po dobu této registrace byl název upraven na DIA-FILM KLUB PRAHA. Tehdy došlo k největšímu rozvoji činnosti, byla zakoupena 16mm filmová kamera, smluvním způsobem byly pro technické zpracování, kursy a prezentaci filmů užívány prostory ve Stanici mladých techniků (Kanovnická 3, Praha 1), fotografický ateliér (Na valech, Praha 6), pro divadelní a společenské akce „Zahrada u letohrádku“ (U letohrádku královny Anny, Praha 6) a vlastní klub (Šlikova ul., Praha 6). Tvůrčí skupina Debut pak užívala Minigalerii na Národní třídě v Praze 1. Jednotlivé činnosti probíhaly v tvůrčích skupinách, které působily v rámci sekcí. Když byl v roce 1970 totalitní mocí zlikvidován[zdroj?] Svaz klubů mládeže, pokračovala činnost pod Stanicí mladých techniků. Ta však byla součástí státního systému, ve kterém v tu dobu probíhaly personální změny směrem k utužení totality.[zdroj?] Proto možnost aktivit DIA-FILMu PRAHA byla postupně omezována a skončila roku 1972. Část tvůrčích výsledků měla předpoklad zachování v osobních archívech autorů, část byla zlikvidována. Po celou dobu byl ředitelem Tomáš Fassati. V době existence této tvůrčí organizace fungovala v Praze zcela nezávisle též výrobna naučných diafilmů stejného názvu.

## Lidé DIA-FILMu Praha
Vratislav Hýsek a Jan Svoboda patřili k odvážným reportérům, kteří dokumentovali české politické protesty a okupační armádu.
Vedoucím skupiny DEBUT byl Vladimír Kabelík, student FAMU, pozdější majitel studia a pedagog filmové školy v kanadském Oakville. Členy byli Jiří Ptáček, Jiří Horák, Tomáš Fassati a fotografové Němec a Žufníček, jejichž křestní jména se nedochovala.
Modelky Mirka Šedivá, Ida Nováková a Néna Rapaičová vedly agenturu fotomodelek.
O klub DIA-FILMu v Břevnově se staral Otakar Frankenberger, synovec stejnojmenného historika, kterého komunisté arestovali za satirickou povídku „Jak se stal Švejk komunistou“. Pomáhali mu obětaví barmani – Ladislav Šatava a Jana Hellerová. 
Z absolventů kurzů DIA-FILMu, je třeba uvést např. Zuzanu Bukovinskou, pozdější dlouholetou vedoucí fotostudia UMPRUM, Martina Steina, který se stal po absolvování FAMU vedoucím pracovníkem velkého pražského podniku Fotografia nebo Pravoslava Flaka, vedoucího šéfkameramana Televize Prima.

## Konflikty s totalitní mocí
Konflikty s totalitní mocí souvisely především vykonáváním a šířením kritické dokumentace veřejného života. Započaly hned v prvních dnech okupace po 21. srpnu 1968. Fassatiho s kolegy zadrželi sovětští vojáci, když na pražském ruzyňském letišti fotografovali jejich formaci. Zabavili jim drahou fototechniku, ale propustili je. Další reportážní aktivity včetně Palachiády a masových demonstracích po dvou hokejových vítězstvích proběhly bez problémů, při výročí okupace 21. 8. 1969 ale opět došlo k zadržení šéfa DIA-FILMu policií a odebrání nasnímaných filmů.[zdroj?] Podobně byli přes noc zadrženi reportéři, studenti gymnázia Velvarská Jan Svoboda, Vratislav Hýsek ad. Někteří, coby organizátoři skupinového bojkotu výuky ruštiny byli ze školy zanedlouho vyloučeni. Mnohé další dokumentační aktivity zachycující sociální podmínky na území Československa a jiných totalitních států, prezentace fotografií v médiích, na výstavách vč. zahraničí (NSR) nebo v Minigalerii na Národní třídě v Praze probíhaly sice navenek bez problémů, avšak zaznamenávány Státní bezpečností (StB).[zdroj?] K politické pověsti DIA-FILMu jistě přispělo i natáčení hraného programu na zahradě rezidence kanadského velvyslance v Praze. StB si proto později roku 1970 ředitele DIA-FILMu předvolala, přikázala mu odevzdat razítko organizace a ukončit její činnost.

## Sekce DIA-FILMu PRAHA
Fotografická sekce. Její nejvýraznější osobností byl fotograf a režisér Vladimír Kabelík, student FAMU, který vedl tvůrčí skupinu Debut. Další tvůrčí skupiny již nebyly tak výrazné. Kabelík po skončení studia natočil filmový dokument o mladé generaci pražských fotografů GENERACE 70, který byl zakázán a Kabelík následně emigroval do Kanady. V rámci sekce probíhaly veřejné kursy fotografické techniky a tvorby.
Sekce tvorby v médiu diafilmu patřila k nejaktivnějším, neboť technologie umožňovala za dostupnou cenu připravovat programy k promítání. K jejich zvukovému zpracování sloužilo poměrně přijatelně vybavené studio Stanice techniků. Největším realizovaným projektem byl černobílý širokoúhlý hraný diafilm „Pokoření“.
Filmová sekce byla nejméně aktivní, protože se nedařilo získat dostatek finančních prostředků na nákup filmové suroviny. Věnovala se více promítání zapůjčených filmů a diskusím o nich.
Divadelní sekce vyvíjela bohatou činnost díky osobnosti režiséra Libora Ládka. Připravovali představení pro bytové divadlo v ulici Pod baštami v Praze 6, mnohdy ve spolupráci s malostranským divadlem Orfeus a R. Vašinkou[kdo?]. V létě byla jejich představení včetně hudebních programů náplní akcí na „Zahradě u letohrádku“ na Hradčanech.
Sekce oděvní tvorby byla aktivní jak v navrhování, tak šití modelů a rovněž v jejich veřejné prezentaci. Přispívala také osvětovými texty o vkusu odívání do médií. Aktivní v ní byli zejména Jan Šleger,[zdroj?] Miroslava Šedivá a Tomáš Fassati. Šleger, který nebyl členem DIA-FILMu, ale spolupracovníkem, navrhoval a ve velkém šil různé oděvy v džínovém stylu a pak pro mimořádné akce oděvy a bižuterii z hliníku. Nejznámější byly jeho prezentace ve vinohradském Dynacord klubu.